# Homoeosoma
Homoeosoma is een geslacht van vlinders van de familie snuitmotten (Pyralidae), uit de onderfamilie Phycitinae.

## Soorten
- H. achroeella Ragonot, 1887
- H. albescentella Ragonot, 1887
- H. albosparsa Butler, 1881
- H. albostrigellum Roesler, 1966
- H. ammonastes Goodson & Neunzig, 1993
- H. anaspila Meyrick, 1901
- H. anguliferella Ragonot, 1887
- H. ardaloniphas Goodson & Neunzig, 1993
- H. asbenicola Rothschild, 1921
- H. asylonnastes Goodson & Neunzig, 1993
- H. atechna Turner, 1947
- H. basalis Rothschild, 1921
- H. bilituralis Walker, 1864
- H. bipunctella Hampson, 1896
- H. botydella Ragonot, 1888
- H. calcella Ragonot, 1887
- H. candefactella Ragonot, 1887
- H. capsitanella Chrétien, 1911
- H. caradjellum Roesler, 1965
- H. cataphaea Meyrick, 1886
- H. centrosticha Turner, 1947
- H. cerochyta Meyrick, 1933
- H. contracta Turner, 1947
- H. creuzelae Pastrana, 1991
- H. deceptorium Heinrich, 1956
- H. deltaeparanensis Pastrana, 1991
- H. discrebile Heinrich, 1956
- H. electella Hulst, 1887
- H. elongatella Hampson, 1901
- H. emendator Heinrich, 1956
- H. ephestidiella Hampson, 1896
- H. eremophasma Goodson & Neunzig, 1993
- H. euryleuca Turner, 1947
- H. fornacella (Meyrick, 1879)
- H. fuscella Hampson, 1901
- H. fuscifusella Hampson, 1896
- H. galactaula Meyrick, 1934
- H. goliathella Ragonot, 1888
- H. gravosellum Roesler, 1965
- H. griseipennella Hampson, 1896
- H. heinrichi Pastrana, 1961
- H. hutunensis Whalley, 1962
- H. hypogypsa Meyrick, 1932
- H. illuviella Ragonot, 1888
- H. impressalis Hulst, 1886
- H. incognitellum Roesler, 1965
- H. inornatella Hulst, 1900

- H. inustella Ragonot, 1884
- H. largella Caradja, 1937
- H. lechriosema Turner, 1947
- H. longiventrella Ragonot, 1888
- H. llanoi Pastrana, 1991
- H. masaiensis Balinsky, 1991
- H. matsumurella Shibuya, 1927
- H. melanosticta (Lower, 1903)
- H. miguelensis Meyer, Nuss & Speidel, 1997
- H. nebulella - Kruiskruidmot Denis & Schiffermüller, 1775
- H. nevadellum Roesler, 1965
- H. nigrimedialis Hampson, 1903
- H. nimbella - Zandblauwmot (Duponchel, 1837)
- H. obatricostella Ragonot, 1887
- H. ochropasta Turner, 1947
- H. oslarellum Dyar, 1905
- H. oxycercus Goodson & Neunzig, 1993
- H. parvalbum Blanchard & Knudson, 1985
- H. pedionnastes Goodson & Neunzig, 1993
- H. pelosticta Turner, 1947
- H. personata Gerasimov, 1930
- H. phaeoboreas Goodson & Neunzig, 1993
- H. picoensis Meyer, Nuss & Speidel, 1997
- H. privata (Walker, 1875)
- H. punctistrigella Ragonot, 1888
- H. quinquepunctella (Warren, 1914)
- H. rhapta Turner, 1947
- H. sadhopullensis Rose & Dhillon, 1980
- H. scopulella Ragonot, 1888
- H. sinuella - Smalle weegbreemot Fabricius, 1794
- H. soaltheirellum Roesler, 1965
- H. spadicis Whalley, 1962
- H. stenopis Turner, 1904
- H. stenotea Hampson, 1918
- H. straminea Rothschild, 1921
- H. striatellum Dyar, 1905
- H. stypticella Grote, 1878
- H. subalbatella Mann, 1864
- H. symmicta Meyrick, 1932
- H. tepida Meyrick, 1932
- H. terminella Hampson, 1901
- H. uncanale Hulst, 1886
- H. unionella Ragonot, 1888
- H. vagella Zeller, 1848
- H. yivoffi Pastrana, 1991